# As Your Friend

As Your Friend est une musique par le DJ néerlandais Afrojack, en collaboration avec le chanteur américain Chris Brown. La musique est sortie en tant que titre sur iTunes le 13 février 2013[citation nécessaire]. Il a été écrit par Afrojack, Chris Brown, Nadir Sakir, Leroy Styles, DJ Buddha et Polow Da Don, et a été produit par Afrojack, en co-production avec Leroy Styles, DJ Buddha et Polow da Don. "As Your Friend" est comprise comme une musique bonus dans la version deluxe du premier album d'Afrojack Forget the World (2014)

## Vidéo clip
Le 22 mars 2013, Afrojack publie une vidéo de paroles sur VEVO. Le clip officiel sort le 29 mars. Chris Brown n'apparait pas dans la vidéo. On y voit beaucoup d'effets spéciaux. Afrojack apparaît avec un aigle beaucoup de femmes dansent autour de lui. Depuis sa sortie le clip a été visionné plus de 28 500 000 fois.

## Performance dans les charts
| Chart (2013/14) | Peak position |
| --------------- | ------------- |

## Historique de sortie
| Region        | Date         | Format                                 | Label |
| ------------- | ------------ | -------------------------------------- | ----- |
| États-Unis    | 14 mars 2013 | Téléchargement numérique - le titre    |       |
| Royaume-Uni   | 22 mars 2013 | Téléchargement numérique - le titre    |       |
| Royaume-Uni   | 11 juin 2013 | Téléchargement numérique - les remixes |       |
| United States | 14 juin 2013 | Téléchargement numérique - les remixes |       |